# Noggin

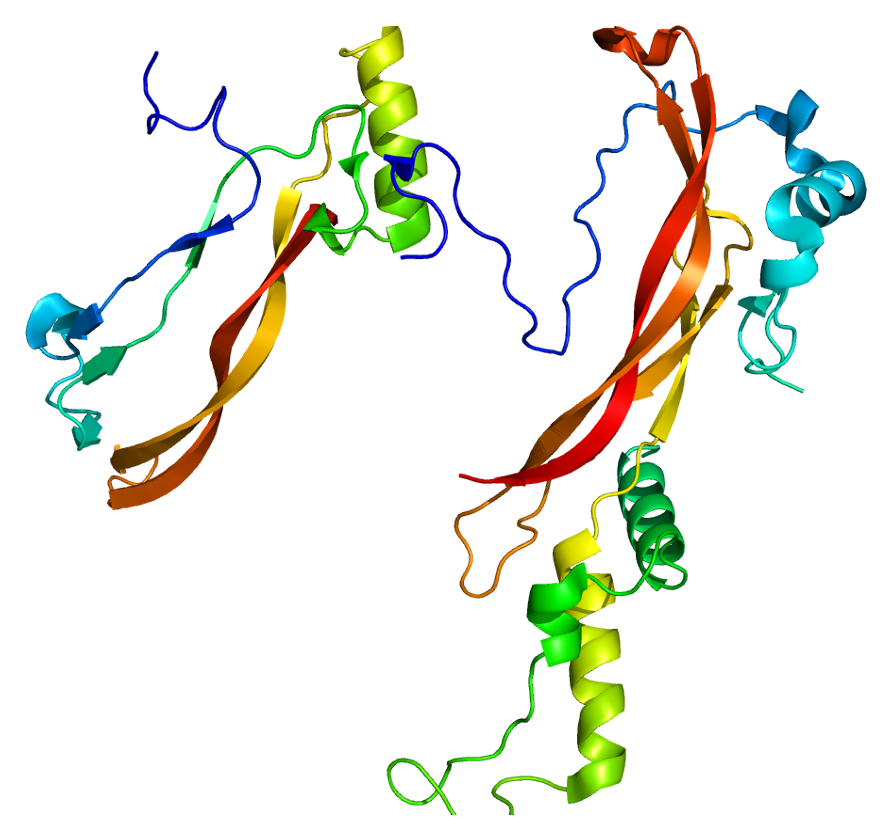
Struktura proteinu NOG

Noggin je protein, který  se podílí na rozvoji mnoha tělesných tkání, včetně nervové tkáně, svalů a kosti. U lidí ke kódován NOG genem. Aminokyselinové sekvence jsou vysoce homologní vůči krysám, myším, a Xenopus.
Název proteinu  je slangový výrazem pro  "hlavu", a byl vytvořen v reakci na jeho schopnost produkovat embrya s velkými hlavami, pokud jsou vystavena  jeho vysokým koncentracím.

## Funkce
Noggin je signalizační molekula, která hraje důležitou roli u vyvíjejícího se embrya. Je uvolňován z notochordu a reguluje kostní morfogenetické proteiny (BMP4) během vývoje. Absence BMP4 způsobí zpomalení vývoje neurální trubice a buněk z neurální ploténky u vyvíjejícího se embrya. To způsobuje vznik hlavy a ostatních dorzálních struktur.